# Grünberger Lipót
Grünberger Lipót (Vágújhely 1840. – Budapest, 1910. október 10.) magyar gyógypedagógus. A budapesti Izraelita Siketnémák Országos Intézetének első igazgatója (1876-1910).

## Életútja
Gyógypedagógus tanítói oklevele megszerzése után (Budapest, 1862) német nyelvterületen, többek között Drezdában, Weissenfelsben, Ratiborban szerzett jártasságot a siketek oktatásában. Hat évig dolgozott Bécsben az izraelita siketnémák intézetében, ezután tért haza és lett 34 éven át a budapesti (Bethlen Gábor téri) Izraelita Siketnémák Országos Intézetének első igazgatója (1876-1910).
A „német módszer” következetes alkalmazója, a társalgási nyelv elsajátítását szorgalmazta. A gyermek környezetében és saját életében előforduló események feldolgozását, az önművelésre felkészítést tartotta elsődlegesnek. A siketnéma jelnyelv alkalmazását nem engedte.

## Munkái (válogatás)
- A siketnéma első beszéd- és értelemgyakorlata. Budapest, 1877.
- A siketnéma beszéd- és értelemgyakorlata. Tan- és olvasókönyv. Budapest, 1888.
- A hebegés gyógymódjáról, valamint a siketnémák tanításáról. in: Budapesti Kir. Orvosegyesület Évkönyve, 32. Budapest, 1877.